# Henry Watkins Allen
Henry Watkins Allen född 29 april 1820 i Prince Edward County, Virginia, död 22 april 1866 i Mexico City, var en amerikansk militär och politiker (demokrat). Han tjänstgjorde som brigadgeneral i den konfedererade armén i amerikanska inbördeskriget. Han var mellan 1864 och 1865 guvernör i den delen av Louisiana som hörde till Amerikas konfedererade stater.
Allen studerade vid Marion College i Missouri. Han var först verksam inom delstatspolitiken i Mississippi och sedan i Louisiana. Han deltog i inbördeskriget och befordrades i augusti 1863 till brigadgeneral i Amerikas konfedererade staters armé. Nordstaterna ockuperade en del av Louisiana och medan Allen 1864 efterträdde Thomas Overton Moore som guvernör i den konfedererade delen, var hans motpart under det sista krigsåret i den del som hörde till unionen Michael Hahn. I slutet av inbördeskriget ville Allen inte ge upp ens efter att general Robert E. Lee hade kapitulerat. Han uppmanade först till fortsatt strid och flydde sedan till Mexiko där han dog i exil år 1866. Allen Parish har fått sitt namn efter Henry Watkins Allen. Hans gravplats är numera invid gamla kapitoliumbyggnaden i Baton Rouge.